# Mali
För andra betydelser, se Mali (olika betydelser).
Mali, formellt Republiken Mali (franska: République du Mali), är en kustlös stat i Västafrika. Mali, som är det sjunde största landet i Afrika, gränsar till Algeriet i norr, Niger i öst, Burkina Faso och Elfenbenskusten i söder, Guinea i sydväst och Senegal och Mauretanien i väst. Befolkningen uppgick till 18,54 miljoner invånare vid folkräkningen 2017.
Mali består av åtta regioner, som i norr når långt in i centrala Sahara, medan landets sydliga delar, där majoriteten av befolkningen bor, kännetecknas av floderna Niger och Senegal. Landets ekonomiska struktur kretsar huvudsakligen kring jordbruk och fiske. Malis naturresurser omfattar bland annat guld, uran och salt. Mali var i början av 2020-talet ett av världens 25 fattigaste länder.
I förhistorisk tid var Mali en del av de tre västafrikanska imperierna som kontrollerade den transsahariska handeln: Ghanariket, Maliriket (från vilket Mali är namngivet) och Songhairiket. Under sent 1800-tal kom Mali under fransk kontroll som en del av Franska Sudan. 1959 erhöll Mali självständighet tillsammans med Senegal som Malifederationen. Ett år senare blev Malifederationen det självständiga Mali. Efter en lång period av enpartistyre, ledde en kupp år 1991 till en ny konstitution och etablerandet av Mali som en demokratisk flerpartistat.[källa behövs]
Efter en militärkupp den 22 mars 2012 avsattes den maliske presidenten och Mali blev de facto delat i två delar, en nordlig och en sydlig del utmed staden Mopti. Tuareggerillan har utropat den nordliga delen av Mali till egen stat, Azawad, på ett liknande sätt som Sydsudan gjorde 2011 från norra Sudan. Det nya Mali är bara en tredjedel så stort till ytan som det tidigare landet och har fortfarande Bamako som huvudstad. Inbördeskriget som föregick delningen av landet har pågått i flera år och har till stora delar religiösa och kulturella orsaker, med den islamistiska MNLA-gerillan i norr och befolkningen i söder. Se konflikten i Mali.[källa behövs]

## Historia

### Tidig historia

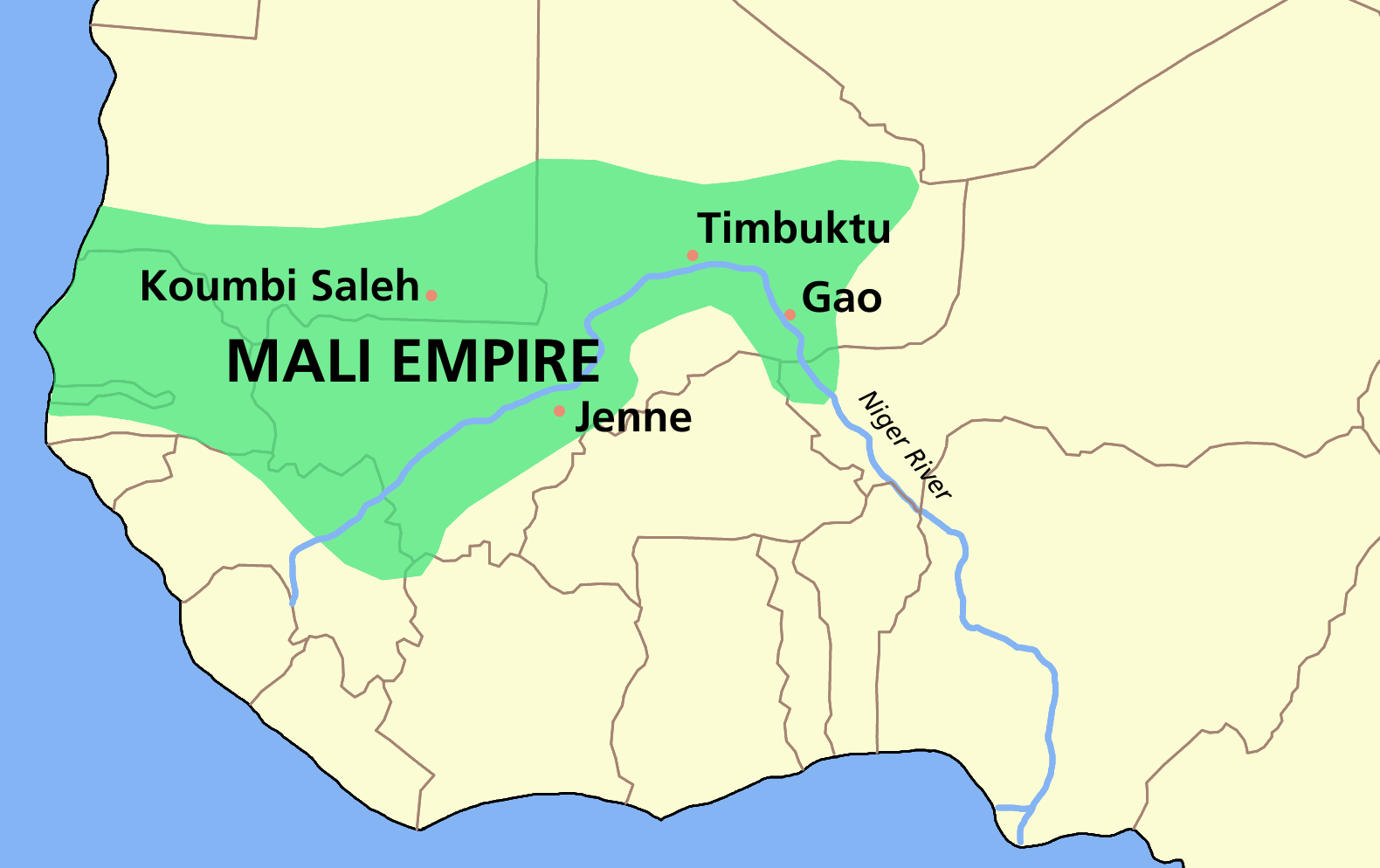
Malirikets forna utbredning

Mali var en gång en del av de tre välkända Västafrikanska rikena som kontrollerade den transsahariska handeln i guld, salt och andra värdefulla varor. De saheliska kungarikena hade varken några stränga geopolitiska gränser eller stränga etniska identiteter. Det tidigaste av dessa riken var Ghanariket, som dominerades av Soninkerna, en Mandetalande folkgrupp. Landet expanderade genom Västafrika från 700-talet fram till 1078, när det erövrades av Almoraviderna.
Under 1200-talet utvecklades Maliriket som under 1300-talet nådde sin höjdpunkt under Mansa Musa, möjligen världens genom tiderna rikaste man. Mali var vid denna tid en knutpunkt för karavanhandeln i norra Afrika, med viktiga handelscentrum som Timbuktu. På 1400-talet efterträddes Maliriket av Songhairiket som föll på 1600-talet och därefter kom att bestå av flera småriken.

### Kolonialtiden
Under 1880-talet erövrades området av fransmännen och fick 1920 namnet Franska Sudan och införlivades i Franska Västafrika.

### Självständighetstiden
1958 fick landet begränsat självstyre inom Franska samväldet, under namnet République Soudanaise (Sudanesiska republiken). 1959 bildade Franska Sudan, tillsammans med Senegal, Malifederationen.
I juni 1960 bröt Malifederationen med Frankrike. Ett par månader senare lämnade Senegal konfederationen, och Franska Sudan bytte namn till Mali.
Modibo Keita var den förste presidenten i Mali och han förde en socialistisk politik och på grund av ekonomiska problem ökade oppositionen mot honom kraftigt.
1968 genomfördes en statskupp och makten togs över av en militärjunta under ledning av löjtnant, senare general, Moussa Traoré. Det tidigare enda partiet Union Soudanaise upplöstes. 1976 bildade Traoré partiet Malis demokratiska folkunion och valdes 1979 till president och 1985 omvaldes han. Under denna tid hade landet goda kontakter med Sovjetunionen.
1986 slöts ett avtal med grannlandet Burkina Faso om en omtvistad gräns. 1990 blev det nya sammandrabbningar mellan regeringstrupper och tuareger. 1991 genomfördes en ny militärkupp som avslutade många år av diktatur och 1992 hölls Malis första demokratiska presidentval som vanns av Alpha Oumar Konaré. 1997 omvaldes president Konaré, som fortsatte att genomföra politiska och ekonomiska reformer och att bekämpa korruption. Enligt Malis konstitution får en president inte sitta mer än två perioder, vilket Konare följde och avgick 2002. År 2002 valdes Amadou Toumani Touré till ny president. Touré omvaldes som president år 2007 och skulle ha avgått efter maximala två mandatperioder, i anslutning till det planerade presidentvalet den 29 april 2012.
Den 22 mars 2012 tog istället en militärjunta makten i en statskupp, intog presidentpalatset, grep flera regeringsmedlemmar och utropade Nationalkommittén för demokratins upprättande under ledning av kapten Amadou Sanogo. Grannländerna frös tillgångar och inledde en blockad av Mali. Juntan skyllde maktövertagandet på regeringens oförmåga "att försvara nationen" mot tuareg-gerillan MNLA, som vill bilda en egen stat i norra Mali. 
 Dessa intog Timbuktu, Kidal och Gao. Rebellerna var till en början allierade med islamistgruppen Ansar al-Din men islamisterna hamnade senare i väpnad konflikt med tuaregrebellerna och drev ut dem ur området.
Efter påtryckningar från den regionala samarbetsorganisationen ECOWAS tvingades kuppledaren Sanogo avgå, mot att president Touré avsade sig sina maktanspråk. Konstitutionsdomstolen utsåg då talmannen Dioncounda Traoré till tillfällig president. Traoré överfölls på sitt kontor den 21 maj och skadades i huvudet. Han flydde då till Paris och återvände inte förrän ett par månader senare. 
Traoré har sedan satt in tårgas mot demonstranter som, på huvudstadens gator återigen krävt hans avgång. Konflikten är komplex, med ett stort antal aktörer som drivs av framförallt ekonomiska, historiska och pragmatiska skäl. Trots den islamitiska flagga under vilken vissa grupper agerat ska inte religion i sig tillskrivas någon vidare betydelse i konflikten.
Tisdagen den 11 december 2012 avgick Cheik Modibo Diarra efter en statskupp. Franska trupper, Operation Barkhane har en närvaro, med terroristbekämpande mandat. Även närmare 12 000 fredsbevarande styrkor tillhörande FN:s stabiliseringsmission MINUSMA. Konflikten i landet påminner till viss del om Sudan som efter en folkomröstning delades i juni 2011 och då landet Sydsudan blev en egen nation. Även i Somalia pågår en liknande konflikt som är på väg att dela nationen och där rebellerna i norra delarna av landet har utropat "Somaliland" som en egen republik.
Ibrahim Boubacar Keita valdes 2018 till president för en andra femårsperiod. Detta i ett val där deltagandet var lågt och det talades om valfusk. Han störtades i en kupp 2020, men internationella påtryckningar framtvingade en interimsregering. Denna störtades dock av kuppmakarna som installerade sin ledare, överste Assimi Goita, som president.

## Geografi

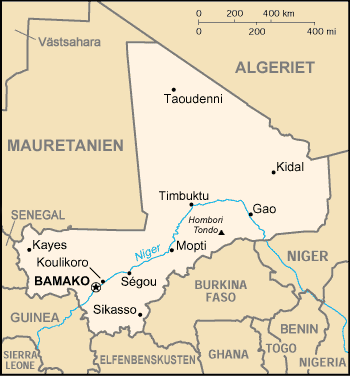
Mali

Malis lägsta punkt är Senegalfloden, 23 meter över havet. Mali ligger i Västafrika och saknar kust. Landet består till största delen av öken och halvöken. Norra Mali är en del av Saharaöknen, medan floderna Niger och Senegal gör södra Mali betydligt bördigare. Längst i söder finns ett mindre område med tropiska regnskogar på gränsen mot östra Guinea och norra Elfenbenskusten.

### Klimat
Mali kan delas in i tre klimatzoner: den bördiga, södra delen, den halvtorra, centrala Sahel-delen och den torra, nordliga Sahara-delen. Klimatet växlar alltså mellan relativt fuktigt till torrt (subtropiskt klimat är vanligtvis ganska torrt). Mellan februari och juni är det varmt och torrt, från juni till november regnigt, fuktigt och milt och från november till februari är det kallt och torrt. Under de torra perioderna är den varma, sandbemängda vinden harmattan vanlig. Det förekommer regelbundna översvämningar av floden Niger. Medeltemperaturen i januari är 24 °C och i april 32 °C.

### Miljöproblem
Några av Malis största miljöproblem är otillräckliga mängder färskvatten och jorderosion till följd av skogsavverkning. Mali har undertecknat Kyoto-protokollet och ett protokoll som förbjuder kärnvapenprov på landets mark, men inget av dessa är ratificierat.[källa behövs] Ett annat av Malis problem som påverkar detta område är tjuvjakt.

## Styre och politik

### Författning och styre
Nationalförsamlingen har tidigare bestått av 116 ledamöter. 2013 var antalet 160; 147 ledamöter väljs baserat på val i valdistrikt i Mali, medan övriga 13 väljs i separata val bland utomlands bosatta malier.

### Administrativ indelning
Mali är indelat i åtta regioner: Gao, Kayes, Kidal, Koulikoro, Mopti, Ségou, Sikasso och Timbuktu. Där utöver utgör huvudstaden Bamako ett separat distrikt på samma administrativa nivå som regionerna.

### Politik
Mali betraktades runt 2010 som ett av de politiskt och socialt mera stabila länderna i Afrika. Men tiden sedan kuppen 2012 har varit orolig. Mali är en demokrati där den verkställande makten innehas av presidenten och den lagstiftande av en nationalförsamling med 160 (147+13, se ovan om administrativ indelning) ledamöter. Båda väljs i allmänna val för femårsperioder. Presidentmakten är stark och regeringens överhuvud utnämns av presidenten.

### Internationella relationer
Mali är en medlem i Förenta nationerna (FN) och de flesta av dess organisationer. Mali är också medlem i Världshandelsorganisationen (WTO), Världsbanken, Ecowas (Västafrikanska staters ekonomiska gemenskap), Afrikanska unionen och Cotonouavtalet.

## Ekonomi och infrastruktur
Mali var i början av 2020-talet ett av världens fattigaste länder. 65 procent av landets yta är öken eller halvöken och inkomsterna är mycket ojämnt fördelade. Ungefär 10 procent av befolkningen var nomader och 80 procent  av arbetskraften var sysselsatta inom jordbruk och fiske. Industrin bestod främst av livsmedelsindustri. Mali var mycket beroende av hjälp från utlandet och också av världsmarknadspriset på bomull, som tillsammans med guld utgjorde den största exporten. Från 1990-talet och fram till början av 2020-talet har tillväxten varit betydande. Men bland annat Covid-19-pandemin, de oroligheterna under 2010-talet och kriget i Ukraina gjorde att BNP förväntades sjunka under 2022.

### Näringsliv

#### Energi och råvaror
År 2019 hade hälften av befolkningen tillgång till elektricitet. År 2020 uppskattades att  ungefär 67 procent av landets elektricitet framställdes med hjälp av fossila bränslen och 29,7 procent genom vattenkraft. Resterande andel kom från andra energikällor så som solpaneler.
Landets naturtillgångar inkluderar guld, fosfat, kaolin, kalksten, uran och vattenkraft. 

### Infrastruktur

#### Utbildning och forskning
Drygt hälften av befolkningen äldre än 15 år var analfabeter 2010.

## Befolkning

### Demografi

#### Minoriteter
Bambara är den största gruppen och livnär sig främst på jordbruk i landets sydvästra del och är till 70 % muslimer. Malinke-gruppen härstammar från Maliriket och består även de av cirka 70 % muslimer. Även soninke, som härstammar från Ghanariket, är muslimer och livnär sig på jordbruk och handel i landets västra del. Fulani lever av boskapsskötsel i Sahel, muslimska songhai lever söder om Nigerflodens krök medan tuareger traditionellt livnär sig på kamelskötsel i Sahara. De voltaiska folken återfinns längst i söder.

### Språk
Franska är officiellt språk i Mali, men bambara, som förstås av 80 % av befolkningen, används allmänt som ett mellanfolkligt språk. 30 % av befolkningen har även bambara som modersmål, medan 8 % talar malinke, båda tillhörande mandespråken. Övriga språk som talas är dogon (tillhörande Niger-Kongospråken, cirka 5 %), songhai (tillhörande den nilo-sahariska språkfamiljen, cirka 6 %) samt arabiska och tuaregiska som båda tillhör den afroasiatiska språkfamiljen.

### Religion
Islam är den största religionen i Mali och dess utövare utgör 90 % av befolkningen. Islam nådde Mali under medeltiden och flera berömda moskéer finns i landet. 9 % av befolkningen utövar traditionella inhemska religioner, bland dem folkgruppen dogon. 1 % av befolkningen är kristna.

## Kultur

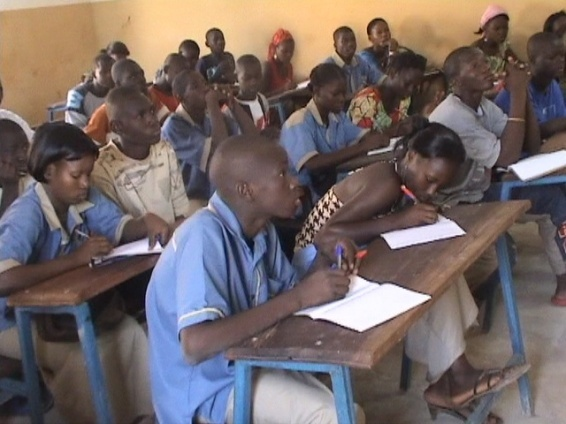
Studerande i Mali

Mali är bland annat känt för uppmärksammade konstverk i trä, såsom huvudmasker och statyetter. Även lerarkitekturen, som i västafrika har anor från 1300-talet, är anmärkningsvärd. Speciellt i Timbuktu finns kända moskéer av soltorkat tegel som uppvisar både islamiska och lokala afrikanska influenser. Inom musiken, som också influeras båda av det svarta Afrikas och arabvärldens musik, förekommer instrument som trummor, gitarrer, lutor, harpor och xylofoner.
I Mali produceras en begränsad mängd franskspråkig litteratur. Inhemska TV- och radiostationer finns, både privata och offentliga, men tidningspressen är mycket begränsad. Även om grundläggande utbildning i Mali är gratis och obligatorisk går en stor del av barnen ej i skola.

## Internationella rankningar
| Organisation                                | Undersökning                   | Rankning   |
| ------------------------------------------- | ------------------------------ | ---------- |
| Heritage Foundation/The Wall Street Journal | Index of Economic Freedom 2019 | 103 av 180 |
| Reportrar utan gränser                      | Pressfrihetsindex 2019         | 112 av 180 |
| Transparency International                  | Korruptionsindex 2018          | 120 av 180 |
| FN:s utvecklingsprogram                     | Human Development Index 2018   | 184 av 189 |